# Antiguo convento de San Pascual (Madrid)
El convento de San Pascual fue un cenobio ya desaparecido de la ciudad española de Madrid. El inmueble fue demolido en la segunda mitad del siglo XIX y reemplazado por el actual monasterio de San Pascual.

## Historia
El primitivo cenobio de la Inmaculada y San Pascual, constituido en 1683, fue una de las últimas fundaciones conventuales del prolífico siglo XVII madrileño. Su benefactor, Juan Gaspar Enríquez de Cabrera, almirante de Castilla y duque de Medina de Rioseco, quiso fundar en unos terrenos colindantes a su palacio, en el lado occidental de Recoletos, un convento de religiosas franciscanas de la reforma de San Pedro de Alcántara, procurando una generosa ayuda para el mantenimiento de la institución, que debía ser asumida por sus descendientes. El convento fue constituido por una comunidad de clarisas traídas desde de Almonacid de Zorita, que fueron instaladas en las dependencias palaciegas del duque hasta que se ultimara el inmueble ex profeso.
Se trataba de un típico edificio conventual barroco en el que primaba la sencillez y la funcionalidad, construido bajo las especificaciones de su benefactor. Pocos datos se conservan de este primer asentamiento, del que no se conoce el autor de la traza, si bien continuó las obras Diego Román. Se tiene constancia de ciertos datos sobre la iglesia, que respondía al típico esquema barroco de nave central y capillas laterales transitables, con nave de crucero de mayor anchura no sobresaliente en planta, localizándose en el centro del transepto una gran cúpula encamonada, esquema acorde con los modelos constructivos imperantes en el Madrid del siglo XVII. El convento se desarrollaba de manera longitudinal, con una pequeña fachada a Recoletos que correspondía a los pies de la iglesia y las dependencias privadas se disponían tras el ábside.
Durante la desamortización de Mendizábal en 1836 el convento es suprimido y convertido en almacén de maderas. La comunidad se traslada entonces al convento de las Descalzas Reales hasta que Mariano Téllez Girón Beaufort, duque de Medina de Rioseco y duque de Osuna, descendiente del fundador, reclama el derecho de reversión en 1852 y permite la vuelta de las clarisas al convento. Esta situación, que tuvo lugar de manera simultánea al mencionado ensanche de Recoletos, fue aprovechada por el Ayuntamiento para agilizar el proceso de expropiación y nueva alineación, trámite autorizado por el propietario.
En el mismo solar se erigió la actual iglesia de San Pascual, financiada con la indemnización resultante y por las arcas municipales. Se ubicó en el mismo lugar que el antiguo edificio, pero retranqueado respecto a su posición original, dando lugar a un convento de menores dimensiones.